# Theodor Weber (Mediziner)

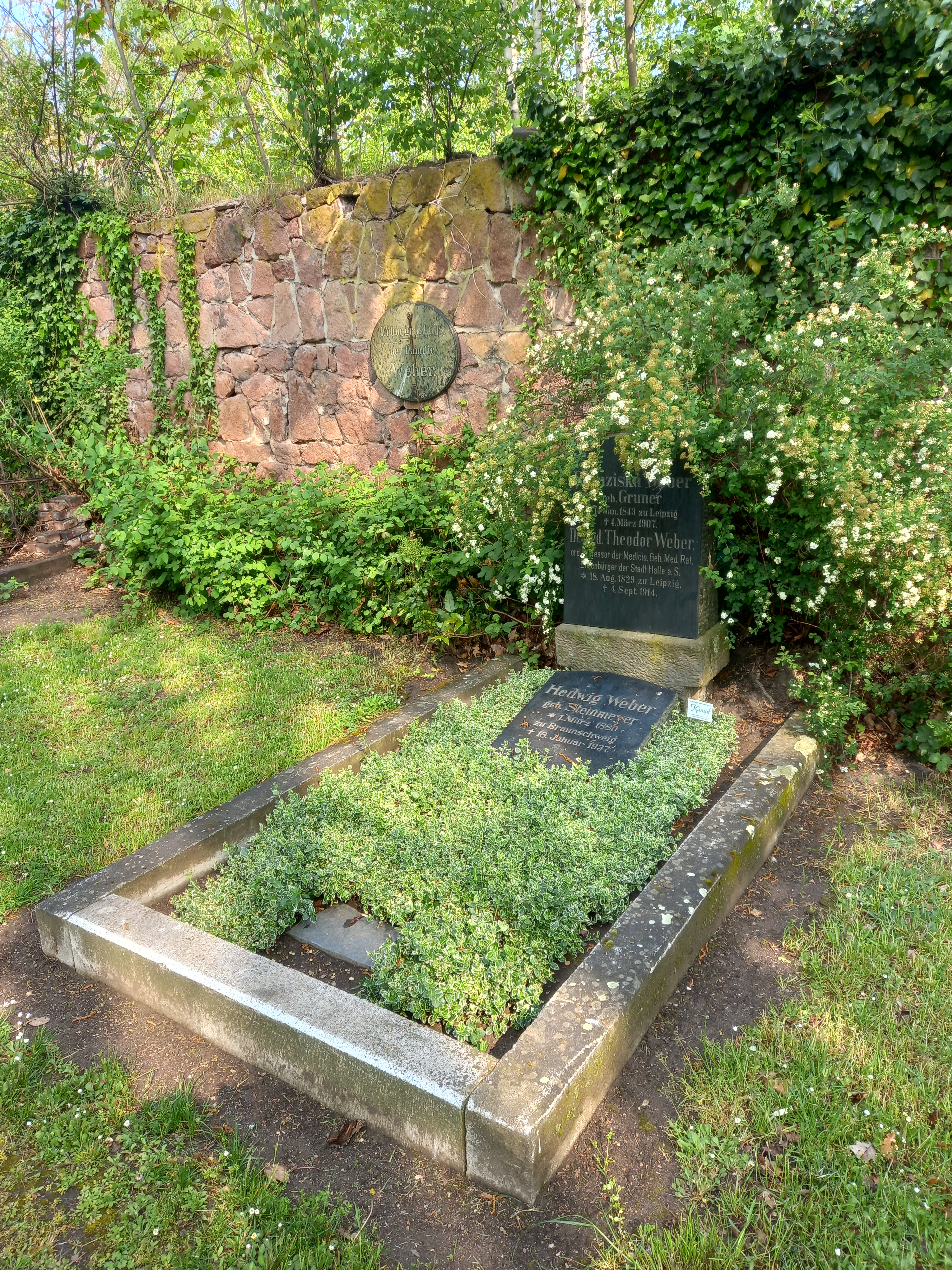
Das Grab von Theodor Weber und seiner Ehefrau Franziska geborene Gruner im Familiengrab auf dem Nordfriedhof (Halle)

Theodor Weber (* 28. August 1829 in Leipzig; † 4. September 1914 in Halle an der Saale) war ein deutscher Arzt.

## Leben
Der aus einer weit verzweigten Gelehrtenfamilie stammende Weber – schon sein Vater Ernst Heinrich Weber war Anatom und Universitätsprofessor – studierte an den Universitäten Göttingen und Leipzig Medizin. Im Winter 1850/51 wurde er Mitglied der Leipziger Universitäts-Sängerschaft zu St. Pauli. 1854 promovierte er an der Universität Leipzig mit der Dissertation De causis streptiuum in vasis sanguiferis observatum zum Doktor der Medizin. Danach war er als Hilfsassistent am Jakobshospital in Leipzig beschäftigt. 1855 habilitierte er sich an der Universität Leipzig für das Fach Innere Medizin und wurde 1858 Direktor der Medizinischen Poliklinik in Leipzig. 1859 erhielt er den Titel eines außerordentlichen Professors. 1861 wurde Weber zum ordentlichen Professor für Pathologie und Therapie an der Universität Halle berufen. Zugleich war er damit Leiter der Universitätspoliklinik und Armenarzt der Stadt Halle.
Er bewährte sich 1866 bei der auftretenden Choleraepidemie und 1870/1871 als zuständiger Arzt für die Lazarette in der Stadt, wofür er 1904 zum Ehrenbürger in Halle ernannt wurde. Nach 1871 war Weber maßgeblich an den Planungen für die Universitätskliniken an der heutigen Magdeburger Straße beteiligt. 1890 übergab er die Klinikleitung an Josef von Mering, 1904 wurde Weber von den Lehrverpflichtungen entbunden. Neben seinen organisatorischen Aufgaben beschäftigte sich Weber vor allem mit der Anwendung physikalischer Prinzipien auf die Medizin, etwa bei der Erforschung der Blutzirkulation.

## Ehrungen
1878 wurde er zum Mitglied der Deutschen Akademie der Naturforscher Leopoldina gewählt.
Er erhielt den Roten Adler-Orden 2. Klasse mit Stern und den Preußischen Kronen-Orden 2. Klasse mit Stern. Die herzogliche Familie Anhalts ernannte ihn zum Kommandeur I. Klasse des Hausordens Albrechts des Bären.
In Halle wurde eine Straße, die Theodor-Weber-Straße, nach ihm benannt.
Sein Grab auf dem Nordfriedhof wird als Ehrengrab der Stadt Halle (Saale) geführt.